# Championnat d'Irlande de football 2011
Navigation
Édition précédente Édition suivante
La saison 2011 du Championnat d'Irlande de football est la 91e saison du championnat, la cinquième dans sa nouvelle formule. Ce championnat se compose de trois divisions, la Premier Division, le plus haut niveau, la First Division, l’équivalent d’une deuxième division et le A Championship, qui est le dernier niveau national.
Les Shamrock Rovers remettent en jeu leur titre acquis en 2010.

## Les changements depuis la saison précédente

### Promotions et relégations
Au terme de la saison 2010 le Drogheda United Football Club est rétrogradé en First Division parce qu’il a terminé à la dernière place. Les clubs de Galway United Football Club et de Bray Wanderers Association Football Club ont réussi à se maintenir dans l’élite irlandaise en sortant vainqueurs du barrage de relégation. Seul Derry City Football Club, vainqueur de la deuxième division, est donc promu en Premier Division.
Mais l'inter-saison s’avère particulièrement animée. La surprise arrive le 10 février 2011 avec l’annonce du renoncement du Sporting Fingal Football Club. Ce club qui était pourtant sur une dynamique de succès avec une montée dans l’élite en 2009 et une victoire en Coupe d'Irlande de football la même année puis une très belle quatrième place en 2010 décide de ne pas renouveler sa licence professionnelle. Il s’exclu donc de fait de la première et de la deuxième division. Drogheda United est finalement repêché et réintègre la première division.

## Les 22 clubs participants
| \| Dublin: · Premier Div.: · Bohemian · Shamrock · St Pat's · UCD · First Div.: · Shelbourne FC Drogheda United Dublin Dundalk FC Galway United Sligo Rovers Bray Wanderers Derry City FC Athlone Town Cork City FORAS Co-op Finn Harps Limerick FC Longford Town Mervue United Monaghan United Salthill Devon Waterford United Wexford Youths FC \| Localisation des clubs engagés dans le championnat. |
| Dublin: · Premier Div.: · Bohemian · Shamrock · St Pat's · UCD · First Div.: · Shelbourne FC Drogheda United Dublin Dundalk FC Galway United Sligo Rovers Bray Wanderers Derry City FC Athlone Town Cork City FORAS Co-op Finn Harps Limerick FC Longford Town Mervue United Monaghan United Salthill Devon Waterford United Wexford Youths FC                                                           |

### Premier Division
| Équipe                                              | Ville    | Manager         | Stade              | Capacité | Fondation |
| --------------------------------------------------- | -------- | --------------- | ------------------ | -------- | --------- |
| Bohemian Football Club                              | Dublin   | Pat Fenlon      | Dalymount Park     | 7 955    | 1890      |
| Bray Wanderers Association Football Club            | Bray     | Pat Devlin      | Carlisle Grounds   | 3 250    | 1942      |
| Derry City Football Club                            | Derry    | Steven Kenny    | Brandywell Stadium | 8 200    | 1928      |
| Drogheda United Football Club                       | Drogheda | Alan Mathews    | United Park        | 2 000    | 1975      |
| Dundalk Football Club                               | Dundalk  | Ian Foster      | Oriel Park         | 6 000    | 1903      |
| Galway United Football Club                         | Galway   | Sean Connor     | Terryland Park     | 5 000    | 1937      |
| Shamrock Rovers Football Club                       | Dublin   | Michael O'Neill | Tallaght Stadium   | 5 700    | 1901      |
| Sligo Rovers Football Club                          | Sligo    | Paul Cook       | The Showgrounds    | 5 500    | 1928      |
| St. Patrick's Athletic Football Club                | Dublin   | Pete Mahon      | Richmond Park      | 5 340    | 1929      |
| University College Dublin Association Football Club | Dublin   | Martin Russell  | UCD Bowl           | 3 000    | 1895      |

### First Division
| Équipe                         | Ville      | Manager           | Stade               | Capacité | Fondation |
| ------------------------------ | ---------- | ----------------- | ------------------- | -------- | --------- |
| Athlone Town Football Club     | Athlone    | Brendan Place     | Lissywoolen Stadium | 5 000    | 1887      |
| Cork City Football Club        | Cork       | Tommy Dunne       | Turners Cross       | 7 485    | 1984      |
| Finn Harps Football Club       | Ballybofey | James Gallagher   | Finn Park           | 7 500    | 1954      |
| Limerick Football Club         | Limerick   | Pat Scully        | Jackman Park        | 3 000    | 2007      |
| Longford Town Football Club    | Longford   | Gareth Cronin     | Flancare Park       | 6 850    | 1924      |
| Mervue United Football Club    | Galway     | Tom French        | Terryland Park      | 6 500    | 1960      |
| Monaghan United Football Club  | Monaghan   | Mick Cooke        | Century Homes Park  | 3 000    | 1979      |
| Salthill Devon Football Club   | Galway     | Emlyn Long        | Drom                | 2 000    | 1977      |
| Shelbourne Football Club       | Dublin     | Dermot Keely      | Tolka Park          | 9 680    | 1895      |
| Waterford United Football Club | Waterford  | Stephen Henderson | RSC                 | 3 100    | 1930      |
| Wexford Youths Football Club   | Crossabeg  | Noel O'Connor     | Ferrycarraig Park   | 2 500    | 2007      |

## Premier Division

### Classement
| Rang | Équipe                    | Pts | J  | G  | N  | P  | Bp | Bc  | Diff |
| ---- | ------------------------- | --- | -- | -- | -- | -- | -- | --- | ---- |
| 1    | Shamrock Rovers FC T      | 77  | 36 | 23 | 8  | 5  | 69 | 24  | +45  |
| 2    | Sligo Rovers C            | 73  | 36 | 22 | 7  | 7  | 73 | 19  | +54  |
| 3    | Derry City FC P + CL      | 68  | 36 | 18 | 14 | 4  | 63 | 23  | +40  |
| 4    | St. Patrick's Athletic FC | 63  | 36 | 17 | 12 | 7  | 62 | 35  | +27  |
| 5    | Bohemian FC               | 60  | 36 | 17 | 9  | 10 | 39 | 27  | +12  |
| 6    | Bray Wanderers            | 51  | 36 | 15 | 6  | 15 | 53 | 50  | +3   |
| 7    | Dundalk FC                | 44  | 36 | 11 | 11 | 14 | 50 | 53  | -3   |
| 8    | UCD                       | 34  | 36 | 10 | 4  | 22 | 42 | 80  | -38  |
| 9    | Drogheda United           | 25  | 36 | 7  | 4  | 25 | 32 | 77  | -45  |
| 10   | Galway United             | 6   | 36 | 1  | 3  | 32 | 20 | 115 | -95  |

| Légende : Qualifications et relégations | Légende : Qualifications et relégations                                                                            |
| --------------------------------------- | --- |
|                                         | Ligue des Champions 2012-2013, deuxième tour de qualification                                                      |
|                                         | Ligue Europa 2012-2013, deuxième tour de qualification                                                             |
|                                         | Ligue Europa 2012-2013, premier tour de qualification                                                              |
|                                         | Barrage de relégation en deuxième division                                                                         |
|                                         | T : Tenant du titre P : Promu C : Vainqueur de la Coupe d'Irlande 2011 CL : Vainqueur de la Coupe de la Ligue 2011 |

### Résultats
Première moitié de la saison
| Résultats (▼dom., ►ext.)                                   | BOH | BRA | DER | DRO | DUN | GAL | SHS | SLI | PAT | UCD |
| Bohemian FC                                                |     | 1-1 | 0-2 | 1-0 | 0-1 | 0-1 | 1-1 | 0-0 | 0-1 | 1-0 |
| Bray Wanderers                                             | 1-3 |     | 1-2 | 2-1 | 1-5 | 2-0 | 1-0 | 0-0 | 0-1 | 2-1 |
| Derry City FC                                              | 3-0 | 1-1 |     | 2-0 | 2-0 | 6-0 | 0-0 | 0-1 | 1-1 | 7-0 |
| Drogheda United                                            | 0-1 | 0-1 | 2-2 |     | 1-2 | 1-1 | 0-4 | 0-3 | 1-4 | 0-1 |
| Dundalk FC                                                 | 0-0 | 0-0 | 1-0 | 1-2 |     | 3-2 | 1-1 | 1-1 | 1-2 | 3-1 |
| Galway United                                              | 0-2 | 0-3 | 1-4 | 1-2 | 0-3 |     | 0-1 | 0-1 | 0-3 | 0-0 |
| Shamrock Rovers                                            | 1-0 | 0-1 | 1-1 | 3-0 | 3-1 | 4-0 |     | 1-0 | 2-0 | 3-1 |
| Sligo Rovers                                               | 1-2 | 3-1 | 3-0 | 2-0 | 1-0 | 3-0 | 0-1 |     | 2-0 | 4-0 |
| St. Patrick's Athletic FC                                  | 0-0 | 2-3 | 1-1 | 3-0 | 3-2 | 5-2 | 0-0 | 2-1 |     | 1-1 |
| UC Dublin                                                  | 0-2 | 0-1 | 0-2 | 2-1 | 0-2 | 3-0 | 1-6 | 2-1 | 1-3 |     |
| - Victoire à domicile - Match nul - Victoire à l'extérieur |     |     |     |     |     |     |     |     |     |     |

Deuxième moitié de la saison
| Résultats (▼dom., ►ext.)                                   | BOH | BRA | DER | DRO | DUN | GAL | SHS | SLI | PAT | UCD |
| Bohemian FC                                                |     | 2-1 | 0-1 | 2-0 | 3-1 | 2-0 | 0-1 | 0-3 | 0-0 | 2-0 |
| Bray Wanderers                                             | 1-2 |     | 1-2 | 1-2 | 1-0 | 4-0 | 1-2 | 0-3 | 0-3 | 4-0 |
| Derry City FC                                              | 0-0 | 1-1 |     | 2-2 | 0-0 | 4-0 | 1-0 | 0-0 | 2-0 | 2-1 |
| Drogheda United                                            | 0-2 | 1-4 | 0-3 |     | 2-2 | 1-0 | 0-1 | 0-3 | 4-3 | 3-1 |
| Dundalk FC                                                 | 1-3 | 2-2 | 0-2 | 1-0 |     | 6-1 | 1-2 | 1-1 | 0-2 | 2-0 |
| Galway United                                              | 0-3 | 0-6 | 0-3 | 1-2 | 2-2 |     | 2-3 | 0-8 | 0-2 | 3-4 |
| Shamrock Rovers                                            | 1-1 | 5-2 | 1-0 | 4-0 | 2-2 | 4-0 |     | 1-2 | 1-0 | 6-0 |
| Sligo Rovers                                               | 1-2 | 3-0 | 1-1 | 2-0 | 5-0 | 7-1 | 2-0 |     | 0-0 | 4-2 |
| St. Patrick's Athletic FC                                  | 1-1 | 1-0 | 1-1 | 4-0 | 2-2 | 6-1 | 1-1 | 1-0 |     | 2-2 |
| UC Dublin                                                  | 2-0 | 1-2 | 2-2 | 5-4 | 3-0 | 2-1 | 1-2 | 0-1 | 2-1 |     |
| - Victoire à domicile - Match nul - Victoire à l'extérieur |     |     |     |     |     |     |     |     |     |     |

### Leader journée par journée
- Boh = Bohemian FC
- Pat's = St. Patrick's Athletic FC
- Sha = Shamrock Rovers
- Der = Derry City FC

### Matchs de barrage
Le championnat de Premier Division passant pour la saison 2012 de 10 à 12 équipes, le système de barrage est révisé. Cette année seul l'équipe terminant à la dernière place de la Premier Division et celle terminant à la troisième place de la First Division sont concernées.
Le match de barrage oppose donc le Galway United à Monaghan United qui le dispute pour la deuxième année consécutive.
Match aller
| 1er novembre 2011 | Monaghan United Football Club | 2 - 0 | Galway United Football Club | Gortakeegan, Monaghan |  |
| 19:45 GMT         | Isichei 13e · S. Brennan 87e  | (1-0) |                             |                       |  |
| 19:45 GMT         | Rapport                       |       |                             |                       |  |

Match retour
| 4 novembre 2011 | Galway United Football Club | 1 - 3 | Monaghan United Football Club    | Terryland Park, Galway                         |                                                |
| 19:45 GMT       | Murphy 82e                  | (0-2) | 26e 33e O'Brien · 51e R. Brennan | Spectateurs : 1 435 Arbitrage : Padraig Sutton | Spectateurs : 1 435 Arbitrage : Padraig Sutton |
| 19:45 GMT       | Rapport                     |       |                                  | Spectateurs : 1 435 Arbitrage : Padraig Sutton | Spectateurs : 1 435 Arbitrage : Padraig Sutton |

### Classement des buteurs
Source : The Irish Times
| Rang | Joueur      | Équipe                    | Buts |
| ---- | ----------- | ------------------------- | ---- |
| 1    | Éamon Zayed | Derry City FC             | 22   |
| 2    | Eoin Doyle  | Sligo Rovers              | 20   |
| 3    | Danny North | St. Patrick's Athletic FC | 15   |
| 3    | Gary Twigg  | Shamrock Rovers           | 15   |

## First Division

### Classement
| Rang | Équipe           | Pts | J  | G  | N | P  | Bp | Bc | Diff |
| ---- | ---------------- | --- | -- | -- | - | -- | -- | -- | ---- |
| 1    | Cork City R      | 69  | 30 | 20 | 9 | 1  | 73 | 26 | +47  |
| 2    | Shelbourne FC    | 68  | 30 | 22 | 2 | 6  | 62 | 24 | +38  |
| 3    | Monaghan United  | 67  | 30 | 21 | 4 | 5  | 60 | 27 | +33  |
| 4    | Limerick FC      | 66  | 30 | 20 | 6 | 4  | 49 | 22 | +27  |
| 5    | Waterford United | 42  | 30 | 13 | 3 | 14 | 37 | 31 | +6   |
| 6    | Longford Town    | 40  | 30 | 12 | 4 | 14 | 38 | 41 | -3   |
| 7    | Mervue United    | 34  | 30 | 10 | 4 | 16 | 37 | 45 | -8   |
| 8    | Athlone Town     | 32  | 30 | 9  | 5 | 16 | 25 | 53 | -28  |
| 9    | Finn Harps       | 28  | 30 | 8  | 4 | 18 | 29 | 45 | -16  |
| 10   | Wexford Youths   | 14  | 30 | 4  | 2 | 24 | 29 | 69 | -40  |
| 11   | Salthill Devon   | 11  | 30 | 2  | 5 | 23 | 18 | 74 | -56  |

| Légende : Qualifications et relégations | Légende : Qualifications et relégations           |
| --------------------------------------- | ------------------------------------------------- |
|                                         | Monte en Premier Division                         |
|                                         | Barrages pour l'accession en Premier Division     |
|                                         | R : Reléguée de Premier Division N : Nouveau club |

### Matchs de barrage
Le Sporting Fingal Football Club ayant déclaré forfait en début de saison, il n'est pas prévu de matchs de barrage pour la relégation de First Division vers le A Championship d'autant plus que celui-ci est vraisemblablement destiné à disparaitre. Toutefois, si une des équipes présente dans cet équivalent de la troisième division constitue un dossier d'adhésion au championnat professionnel et que celui-ci est accepté, elle pourra intégrer la First Division.

## A Championship

### Organisation
Le A championship est une division nationale de développement. On y retrouve deux sortes d'équipes : des équipes qui postulent à devenir professionnelles (elles sont au nombre de 5 : Cobh Ramblers FC, FC Carlow, Tralee Dynamos et Fanad United) et les équipes réserves (dites équipes "A") des équipes participant au championnat professionnel, 10 réserves d’équipes participant à la Premier Division et 3 à la First Division.
Le A Championship 2011 se compose de 18 équipes réparties en deux groupes de 9 équipes avec une répartition géographique nord/sud.
Le système de points propose 3 points pour une victoire, 1 point pour un match nul et 0 point pour une défaite. Les équipes sont classées en fonction du nombre de points accumulé dans la compétition. Pour les départager en cas d'ex-æquo, on prend dans un premier temps la différence de but générale, puis le nombre de buts marqués.
Les deux premières équipes de chaque groupe se qualifient pour les play-offs pour le titre.
Seules les 4 équipes non issues d’une équipe professionnelle peuvent prétendre à l’accession en First Division, à la condition première qu’elles terminent à une des trois premières places de chaque groupe. L'accession à la First Division se fait au terme d’un match de barrage contre le dernier de First Division.

### Changements du début de saison
Castlebar Celtic, Shelbourne FC A, Sporting Fingal A et Tullamore Town se retirent du championnat. La pérennité de l’épreuve n’étant pas encore assurée au moment des inscriptions, Castlebar et Tullamore préfèrent s’engager dans les championnats provinciaux. Au lancement de la saison 2011, il est fort vraisemblable que le A Championship sera remplacé en 2012 par un championnat des moins de 19 ans.
Deux nouvelles équipes intègrent la compétition, Derry City A et Fanad United.
UC Dublin A, le champion en titre, bascule du groupe 2 vers le groupe 1.
Le championnat est donc réduit à 16 équipes, réparties en deux groupes de 8.

### Classement
- Mis à jour au 25 septembre 2011

| Rang | Équipe            | Pts | J  | G  | N | P | Bp | Bc | Diff |
| ---- | ----------------- | --- | -- | -- | - | - | -- | -- | ---- |
| 1    | Derry City A      | 33  | 14 | 10 | 3 | 1 | 35 | 10 | +25  |
| 2    | UC Dublin A       | 26  | 14 | 8  | 2 | 4 | 31 | 22 | +9   |
| 3    | Sligo Rovers A    | 21  | 14 | 6  | 3 | 5 | 21 | 25 | -4   |
| 4    | Fanad United      | 18  | 14 | 5  | 3 | 6 | 23 | 21 | +2   |
| 5    | Bohemian FC A     | 18  | 14 | 5  | 3 | 6 | 16 | 18 | -2   |
| 6    | Drogheda United A | 16  | 14 | 5  | 1 | 8 | 23 | 28 | -5   |
| 7    | Finn Harps A      | 13  | 14 | 3  | 4 | 7 | 15 | 23 | -8   |
| 8    | Dundalk United A  | 12  | 14 | 3  | 3 | 8 | 11 | 28 | -17  |

| Rang | Équipe                  | Pts | J  | G  | N | P  | Bp | Bc | Diff |
| ---- | ----------------------- | --- | -- | -- | - | -- | -- | -- | ---- |
| 1    | Bray Wanderers A        | 34  | 14 | 11 | 1 | 2  | 45 | 12 | +33  |
| 2    | Shamrock Rovers A       | 33  | 14 | 11 | 0 | 3  | 33 | 14 | +19  |
| 3    | St Patrick's Athletic A | 19  | 14 | 6  | 1 | 7  | 31 | 26 | +5   |
| 4    | FC Carlow               | 19  | 14 | 6  | 1 | 7  | 27 | 27 | 0    |
| 5    | Tralee Dynamos          | 19  | 14 | 5  | 4 | 5  | 27 | 28 | -1   |
| 6    | Cobh Ramblers FC        | 18  | 14 | 5  | 3 | 6  | 23 | 21 | +2   |
| 7    | Limerick A              | 10  | 14 | 2  | 4 | 8  | 21 | 39 | -18  |
| 8    | Galway United A         | 9   | 14 | 3  | 0 | 11 | 10 | 50 | -40  |

### Play-offs

#### Demi-finales
Les premiers de chaque poule se rencontrent pour déterminer le vainqueur du A Championship.
| 20 août 2011 | Derry City A                      | 2 - 0 | Shamrock Rovers A | Brandywell Stadium                         |                                            |
| 14 h         | McCrudden 38e · Harkin 77e (pen.) | (1-0) |                   | Spectateurs : 75 Arbitrage : Terence Moyne | Spectateurs : 75 Arbitrage : Terence Moyne |
| 14 h         | (Rapport)                         |       |                   | Spectateurs : 75 Arbitrage : Terence Moyne | Spectateurs : 75 Arbitrage : Terence Moyne |

| 21 août 2011 | Bray Wanderers A | 1 - 3 | UC Dublin A                                  | Carlisle Grounds       |                        |
| 13 h         | O'Neill 23e      | (1-1) | Belhout 26e (pen.), 71e (pen.) · Lyons 90+3e | Arbitrage : Rhona Daly | Arbitrage : Rhona Daly |
| 13 h         | (Rapport)        |       |                                              | Arbitrage : Rhona Daly | Arbitrage : Rhona Daly |

#### Finale
| 16 septembre 2011 | Derry City A | 3 - 2 | UC Dublin A | Brandywell Stadium |
| 19 h 45           |              |       |             |                    |

## Bilan de la saison
| Championnat d'Irlande de football 2011                       |                                                                                |
| Champion                                                     | Shamrock Rovers Football Club (17e titre)                                      |
| Coupes et trophées                                           |                                                                                |
| Vainqueur de la Coupe d'Irlande 2011                         | Sligo Rovers Football Club                                                     |
| Vainqueur de la Coupe de la Ligue d'Irlande de football 2011 | Derry City Football Club                                                       |
| Qualifications continentales                                 |                                                                                |
| Ligue des champions de l'UEFA 2012-2013                      | Shamrock Rovers Football Club                                                  |
| Ligue Europa 2012-2013                                       | Bohemian Football Club                                                         |
| Ligue Europa 2012-2013                                       | Sligo Rovers Football Club                                                     |
| Promotions et relégations                                    |                                                                                |
| Promus en Premier Division                                   | Cork City Football Club Shelbourne Football Club Monaghan United Football Club |
| Relégués en First Division                                   | Galway United Football Club                                                    |